# 御影倫代
御影 倫代（みかげ みちよ、1977年9月4日 - ）は、長野県と東京都で活動していた元アナウンサー。元長野放送および元セント・フォース所属。

## 人物・来歴
- 長野県佐久市出身。身長160cm、特技はスケート。趣味は、競馬とアウトドア（主にスキューバダイビング、スケート、スキー）で、第四級アマチュア無線技士、おさかなマイスター・アドバイザー、ジュニアベジタブル＆フルーツマイスター（野菜ソムリエ）、食育スペシャリスト、フードインストラクター、ジュニアオイスターマイスター、信州検定2級を取得している。
- 妹と弟がいる[1]。
- 長野県野沢北高等学校、立命館大学産業社会学部卒業。大学の同級生にテレビ新広島の石井百恵がいる[2]。
- 立命館大在学中、ぴあ関西版とフェスティバルゲートが行った「関西・スーパーブレイク」にて、「フェスティバルゲート特別賞」と「ぴあ読者モデル」に選ばれた。また、各種イベントコンパニオンを務めたり、杉本清、山田雅人らの競馬番組のアシスタントを務めていた。

- 就職活動では、全国各地のテレビ局アナウンサー採用試験を受けるも失敗。卒業後、家業の歯科医院を継ぐ為に日本大学松戸歯学部に進学。入学後、長野放送のアナウンサー臨時採用試験に合格し、2000年7月に長野放送入社。6年後の2006年4月に長野放送を退社し、同年5月からフリーアナウンサーとして、長野県内のコミュニティーFMやCATV等で活躍。
- 2006年10月からは活動拠点を東京に移しセント・フォースに所属。主にTBS等の全国ネットのワイド番組のフィールドキャスターなどを務め、その後ラジオ番組出演が主体となる。
- 活動拠点を東京に移した後も、長野県内で地域活性化を目的に設立された信州プロレスの活動に参加（女子部正規軍リーダーとして）するなどして、ふるさと長野県をこよなく愛し続けてきた。
- 2010年5月8日に結婚したことを自身のブログ上で公表。そして約8ヶ月後、アメリカのテキサス州へ転勤することになった夫へついていくことになり、ラジオのレギュラー番組「OH! HAPPY MORNING」を卒業。ブログでの発言から、2010年末をもってアナウンサー業を事実上引退。セント・フォースの公式HPからもプロフィールが削除された。

## エピソード
- 学生時代、友人の影響によりプロ野球では阪神タイガースのファンになる（お気に入りの選手は鳥谷敬）。またアメリカンフットボールにも興味を持ちはじめ、それが高じて結婚相手はアメリカンフットボール・関西学院大学ファイターズ元選手。一方で、斎藤佑樹投手（2011年より北海道日本ハムファイターズ）に憧れ、東京六大学野球やラグビーでは早稲田大学を母校の如く応援している。
- 愛称である“みっちょりーな”の名付け親は大学時代の親友。“みっちょりーな”を広めたのが「土曜だ!ぴょん」でMCを共に務めた土田晃之。土田は結婚披露宴でスピーチを行った。

## 主な担当番組
- 土曜はこれダネッ!
- NBS月曜スペシャル
- めざましテレビ（長野県内からの中継）
- FNS27時間テレビ めちゃ×2オキてるッ!what A wide awake↑we are! 楽しくなければテレビじゃないじゃ〜ん!!（FNS全国一斉期末テスト）
- YOU・遊・気分 土曜だ!ぴょん
- ピンポン!（TBSテレビ制作、2006年10月-2008年9月）
- OH! HAPPY MORNING(JFNC制作、月曜-水曜担当、放送開始-2010年12月29日)
- サントリー・サタデー・ウェイティング・バー(TOKYO FM制作、JFN系ネット 土曜 17:00-17:55)

## 出演CM
- パスカル（長野県限定）
- ハタコシ興業（長野県限定）